# 雨宮亘
雨宮 亘（あめみや わたる、明治2年7月26日（1869年9月2日） - 大正7年（1918年）9月4日）は日本の実業家。旧姓：広瀬。義父・雨宮敬次郎の死後その全事業をうけつぎ、北海道炭礦汽船、日本製鋼所、桂川電力、日本電燈、大日本軌道などの各取締役、監査役を務めた。栄典は従六位。

## 経歴
明治2年（1869年）7月26日山梨県七里村広瀬久光の三男として生まれる。帝国大学（現在の東京大学）を首席で卒業。明治27年（1894年）3月に雨宮敬次郎の婿養子となる。敬次郎は工学士である亘に岩手県の仙人鉄山（仙人製鉄所）の経営をまかせた。明治34年（1901年）横川目村の国有林の払下げを受け製鉄所までのトロッコを建設。やがて製品輸送のため製鉄所から黒沢尻駅（現・北上駅）まで軌道を敷設し一般にも利用できる和賀軽便人車軌道（→和賀軽便軌道）となった。敬次郎が明治44年（1911年）に亡くなると大日本軌道などの事業を引き継ぎ大正6年（1917年）古河と組んで旭電化工業を創立するも大正7年（1918年）9月4日早逝した。従六位を叙する。同じ養子の豊次郎が事業を継ぐが大日本軌道各支社は次々と独立し、鉄道車輌製造部門の大日本軌道鉄工部（→大正8年（1919年）雨宮製作所）も関東大震災により壊滅。

## 親族
兄に衆議院議員の広瀬久政がおり、その息子は厚生大臣等を歴任した政治家の広瀬久忠。また、弟に貴族院議員の若尾璋八がおり、璋八の娘は浅野八郎に嫁いで三井家や安田家や住友家の一族と親戚になった。妻・てるとの間に生まれた二男・雨宮鉄郎は、侯爵・嵯峨公勝の五女・嵯峨愛と結婚した。二女・雨宮多賀は実業家・菊本直次郎の長男に嫁いだ。四男・雨宮四郎は雨宮敬次郎の家督を鉄郎の後継、血族として相続した。長女は華道家・池田佳子、三女には歌人・雨宮雅子がおり、敬次郎のひ孫となる。
佳子の夫は近江染色社長、池田染工場代表取締役、滋賀織布取締役、西陣糸染工業組合理事長・池田伊三郎の三男裏千家 常任理事の池田寿三。
銀行家の雨宮正佳は玄孫にあたる。
雨宮正佳は池田佳子の息子では無い。